# In Flanders Fields

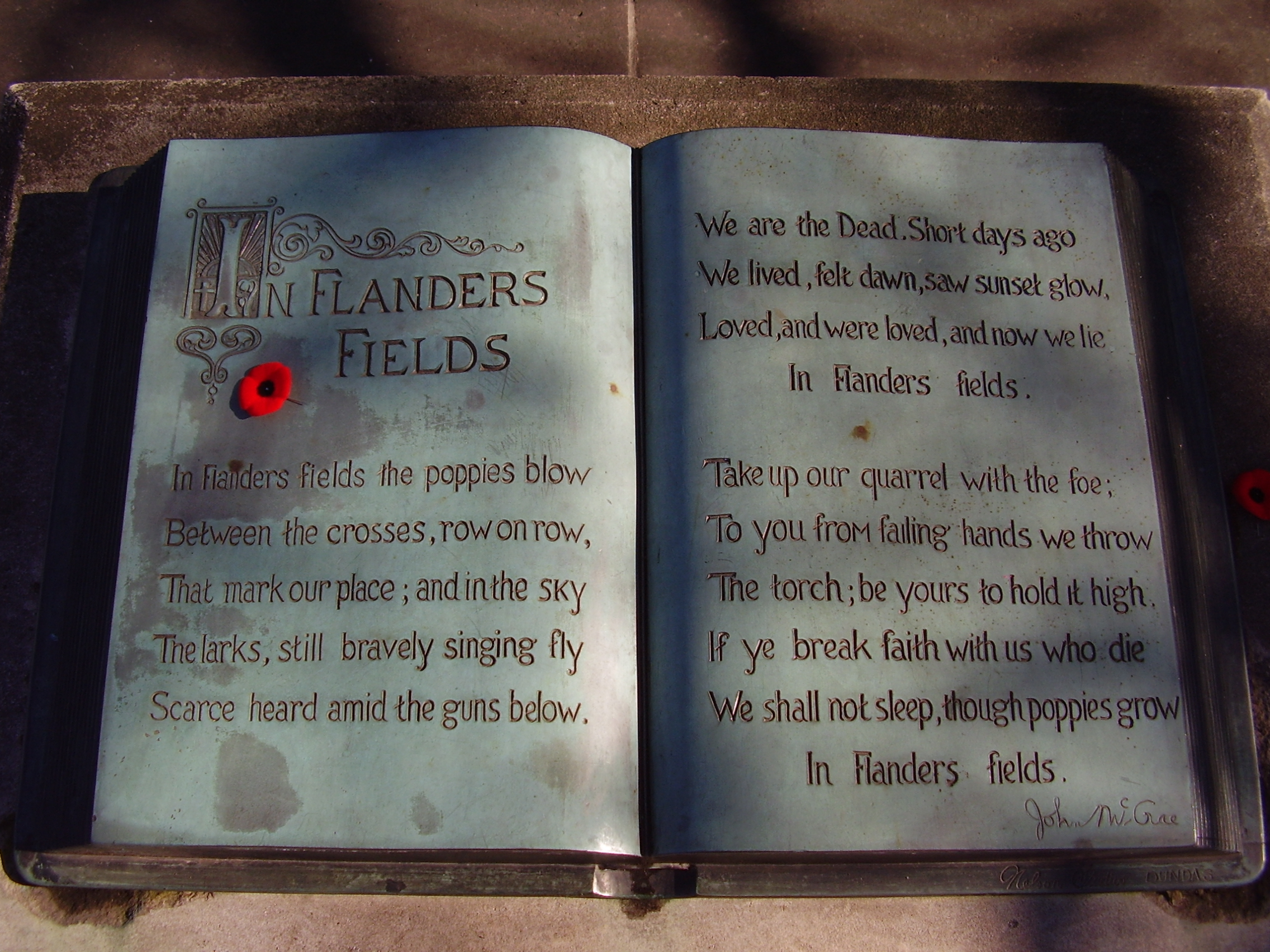
Inskription av hela dikten i en "bok" av brons vid John McCrae memorial i hans födelseort, Guelph, Ontario.

"In Flanders Fields" är en dikt i form av en rondeau, skriven under Första världskriget av den kanadensiska läkaren och överstelöjtnanten John McCrae. Han fick inspirationen till den 3 maj 1915. "In Flanders Fields" publicerades första gången 8 december samma år i den Londonbaserade tidningen Punch.

## Dikt

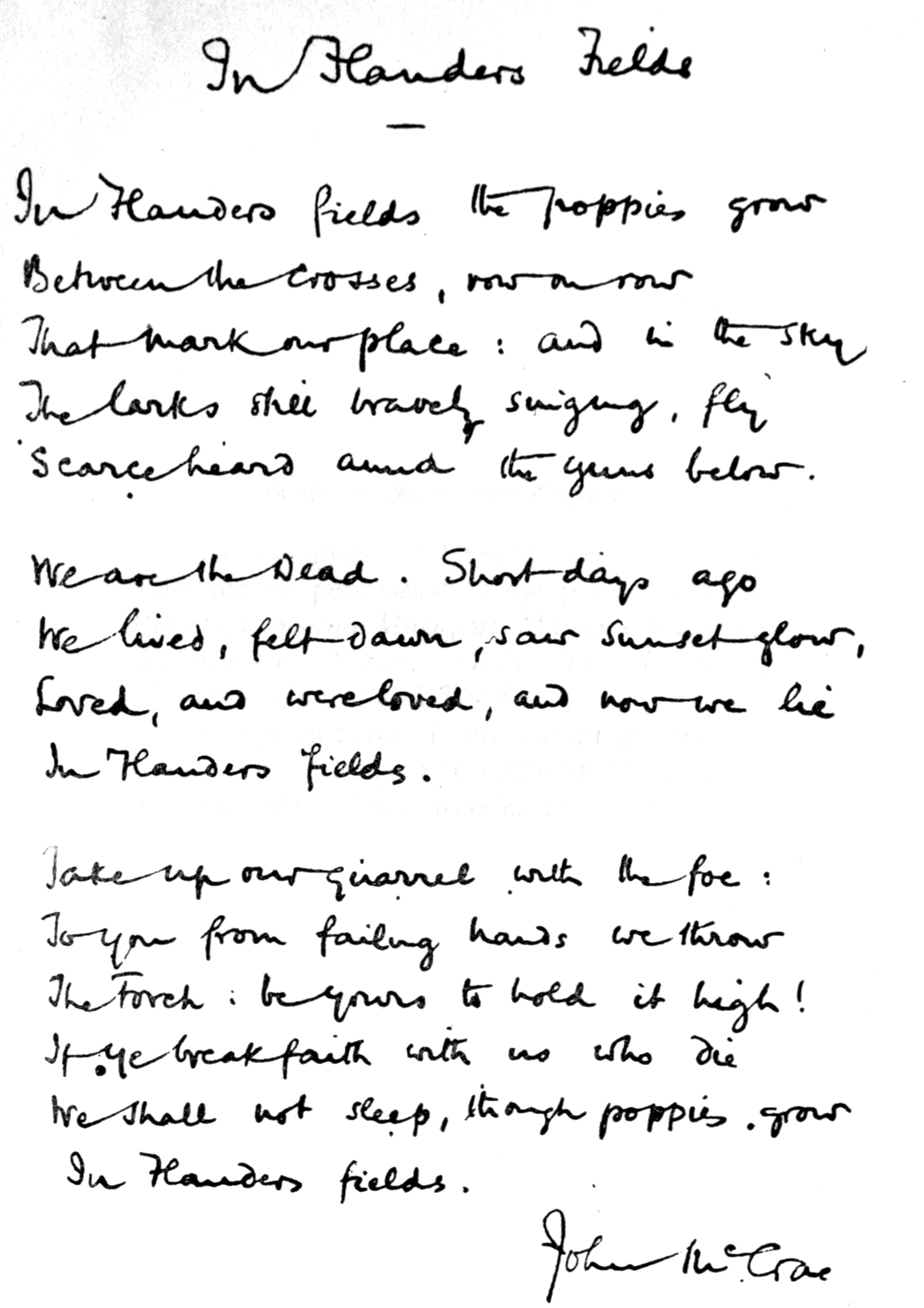
En signerad kopia av dikten från In Flanders Fields and Other Poems.

Det första kapitlet av In Flanders Fields and Other Poems, en samling med McCraes verk från 1919, anger texten till dikten enligt nedan:
In Flanders fields the poppies blow

Between the crosses, row on row,

That mark our place; and in the sky

The larks, still bravely singing, fly

Scarce heard amid the guns below.

We are the Dead. Short days ago

We lived, felt dawn, saw sunset glow,

Loved and were loved, and now we lie

In Flanders fields.

Take up our quarrel with the foe:

To you from failing hands we throw

The torch; be yours to hold it high.

If ye break faith with us who die

We shall not sleep, though poppies grow

In Flanders fields.

## Mottagande

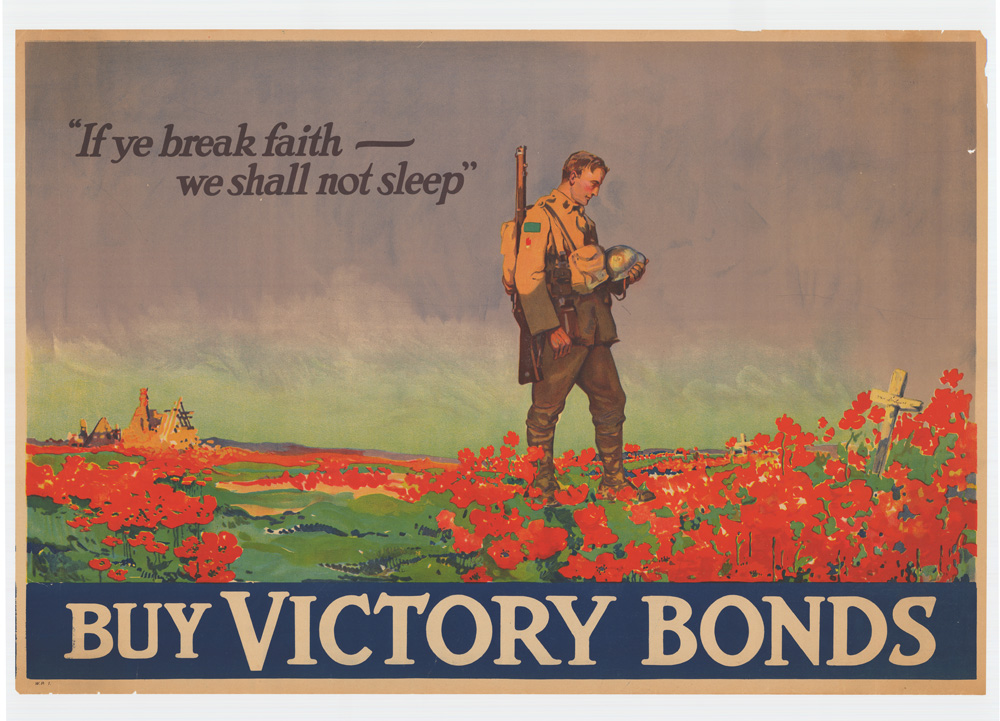
Delar av dikten användes i propaganda, som till exempel denna kanadensiska affisch för krigsobligationer.

Enligt historikern Paul Fussell var "In Flanders Fields" den populäraste dikten i sin tid.